# Вашурина, Раиса Михайловна
Раиса Михайловна Вашурина (8 июля 1917 — 16 марта 2004, Хотьково, Московская область) — советская актриса театра, народная артистка РСФСР.

## Биография
Раиса Михайловна Вашурина родилась 8 июля 1917 года. В 1940 году окончила театральную студию при Саратовском театре драмы имени Карла Маркса. В 1938—1946 годах была актрисой театра. 
С 1946 года в Горьковском государственный театр драмы имени М. Горького (с 1990 года Нижегородский театр драмы имени М. Горького). Актриса яркого комедийного дарования.
Умерла 16 марта 2004 года в городе Хотьково Московской области, урна с прахом захоронена в Нижнем Новгороде на Бугровском кладбище (8 участок).

## Награды и премии
- Заслуженная артистка РСФСР (25.10.1956)[2].
- Народная артистка РСФСР (1974).
- Премия имени Н. И. Собольщикова-Самарина Нижегородского отделения СТД РФ в номинации «За честь и достоинство» (2002).
- В годы Великой Отечественной войны участница фронтовых бригад, дважды выезжала на передовую. Награждена многими медалями.

## Работы в театре
- «Последние» М. Горький — Мать
- «Девушка с кувшином» по Лопе де Вега — Донна Мария
- «Горячее сердце» А. Н. Островского — Параша
- «Отелло» В. Шекспира — Дездемона
- «Жена солдата» В. Сарду и Э. Моро — Катрин Лефевр
- «Заговор Фиеско в Генуе» Ф. Шиллера — Джулия
- «Дама-невидимка» П. Кальдерона — донья Анхела
- «Варвары» М. Горького — Надежда Монахова
- «Фальшивая монета» М. Горького — Клавдия
- «Дачники» М. Горького — Юлия Филипповна
- «На всякого мудреца довольно простоты» А. Островского — Мамаева
- «Похождения Бальзаминова» А. Н. Островского — Красавина
- «Странная миссис Сэвидж» Дж. Патрика — Этель Сэвидж
- «Оптимистическая трагедия» В. Вишневского — Комиссар
- «Баня» В. Маяковского — Мадам Мезальянсова
- «Чудаки» М. Горького — Ольга
- «Стряпуха» А. Софронова — Павлина
- «Король Ричард III» В. Шекспира — Королева Елизавета
- «Орфей спускается в ад» Т. Уильямса — леди Торренс
- «В ночь лунного затмения» М. Карима — Танкабике
- «На горах» П. Мельникова–Печерского — Манефа
- «Жаркое лето в Берлине» Д. Кьюсака — Берта
- «Клерон» М. Гашпар — Бабетта
- «Фантазии Фарятьева» А. Соколовой — Мать
- «Миссис Пайпер ведёт следствие» Д. Попплуэл — миссис Пайпер
- «Иудушка Головлёв» М. Салтыкова–Щедрина — Арина Петровна
- «Ретро» А. Галина — Нина Ивановна
- «Женский стол в Охотничьем зале» В. Мережко — Веденеева
- «БЛЭЗ» К. Манье — Сабина
- «Вечер» А. Дударева — Ганна
- «Загадка дома Вернье» А. Кристи — Марго Вернье

## Память
- В 2017 году к 100-летию актрисы Почтой России был выпущен почтовый конверт с литерой А. В день выпуска конверта на Главпочтамте Нижнего Новгорода ставился оттиск штемпеля специального гашения первого дня. На почтовом конверте был изображён портрет актрисы Нижегородского государственного академического театра драмы Р. М. Вашуриной. На штемпеле — дата, портрет актрисы и слова «100 лет со дня рождения, Почта России, Нижний Новгород, 603000»[3].